# Brooks Wackerman
Brooks Wackerman (* 15. února 1977) je americký rockový bubeník, mladší bratr bubeníka Chada Wackermana. V letech 1991–1992 působil v teenagerské skupině Bad4Good, kterou sestavil kytarista Steve Vai. V letech 1993–2000 hrál s Infectious Grooves a 1997–2001 v kapele Suicidal Tendencies. Po odchodu ze skupiny se stal členem Bad Religion, kde vydržel až do roku 2015. Dále působil či působí ve skupinách Tenacious D (od 2006), Fear and the Nervous System (2008–2012) a Blink-182 (2013). V roce 2007 rovněž hrál v několika písních z nepojmenovaného alba skupiny Korn. Nyní je členem americké metalové kapely Avenged Sevenfold.

## Vybavení
Wackerman používá bicí DW Drums, činely Istanbul Agop a paličky Innovative Percussion. Dříve[kdy?] používal dlouhou dobu činely a paličky Zildjian.